# Родні Маккрей (баскетболіст)
Родні Ерл Маккрей (англ. Rodney Earl McCray, нар. 29 серпня 1961, Маунт-Вернон, Нью-Йорк США) — американський професіональний баскетболіст, що грав на позиції легкого форварда за декілька команд НБА. Чемпіон НБА.

## Ігрова кар'єра
Починав грати у баскетбол у команді Маунт-Вернонської старшої школи (Маунт-Вернон). На університетському рівні грав за команду Луівілл (1979–1983), де його одноклубником був Даррелл Гріффіт. 1980 року вони привели команду до чемпіонства NCAA.
1983 року був обраний у першому раунді драфту НБА під загальним 3-м номером командою «Х'юстон Рокетс».
Професійну кар'єру розпочав 1983 року виступами за тих же «Х'юстон Рокетс», захищав кольори команди з Х'юстона протягом наступних 5 сезонів. 1986 року допоміг «Рокетс» пробитися до фіналу НБА, де сильнішими виявилися «Бостон Селтікс» з Ларрі Бердом на чолі. 
З 1988 по 1990 рік грав у складі «Сакраменто Кінґс».
1990 року перейшов до «Даллас Маверікс», у складі якої провів наступні 2 сезони своєї кар'єри.
Останньою ж командою в кар'єрі гравця стала «Чикаго Буллз», до складу якої він приєднався 1992 року і за яку відіграв один сезон. Тоді ж виграв чемпіонат НБА у складі команди.